# Biache-Saint-Vaast
Biache-Saint-Vaast ist eine französische Gemeinde mit 4519 Einwohnern (Stand: 1. Januar 2022) im Département Pas-de-Calais in der Region Hauts-de-France. Sie gehört zum Arrondissement Arras und zum Kanton Brebières. Die Einwohner werden Biachois genannt.

## Geographie
Die Gemeinde Biache-Saint-Vaast liegt an der kanalisierten Scarpe auf halbem Weg zwischen den Städten Arras und Douai. Umgeben wird Biache-Saint-Vaast von den Nachbargemeinden Fresnes-lès-Montauban im Norden, Vitry-en-Artois im Osten, Sailly-en-Ostrevent im Südosten, Hamblain-les-Prés im Süden, Pelves im Südwesten, Plouvain im Westen sowie Gavrelle im Nordwesten. Der Bahnhof von Biache-Saint-Vaast liegt an der Bahnstrecke Paris–Lille.

## Geschichte
Aus der Steinzeit sind hier Artefakte aus der Epoche des Moustérien nachgewiesen, darunter zwei Schädelfragmente aus der Zeit vor 240.000 bis 190.000 Jahren von Neandertalern.
765 wurde der Ort als Bigartium genannt.
Noch im Oktober 1918 wurde die örtliche Abtei Saint-Vaast zerstört. An ihrer Stelle wurde die heutige Kirche Saint-Pierre errichtet.

### Bevölkerungsentwicklung
| Jahr                       | 1962 | 1968 | 1975 | 1982 | 1990 | 1999 | 2006 | 2015 | 2022 |
| Einwohner                  | 3525 | 3860 | 4224 | 4032 | 3981 | 3923 | 3789 | 4010 | 4519 |
| Quellen: Cassini und INSEE |      |      |      |      |      |      |      |      |      |

## Sehenswürdigkeiten
- Kirche Saint-Pierre, errichtet 1918 nach der Zerstörung der früheren Abtei
- Empfangsgebäude des Bahnhofs
- Wassersportzentrum an der Scarpe

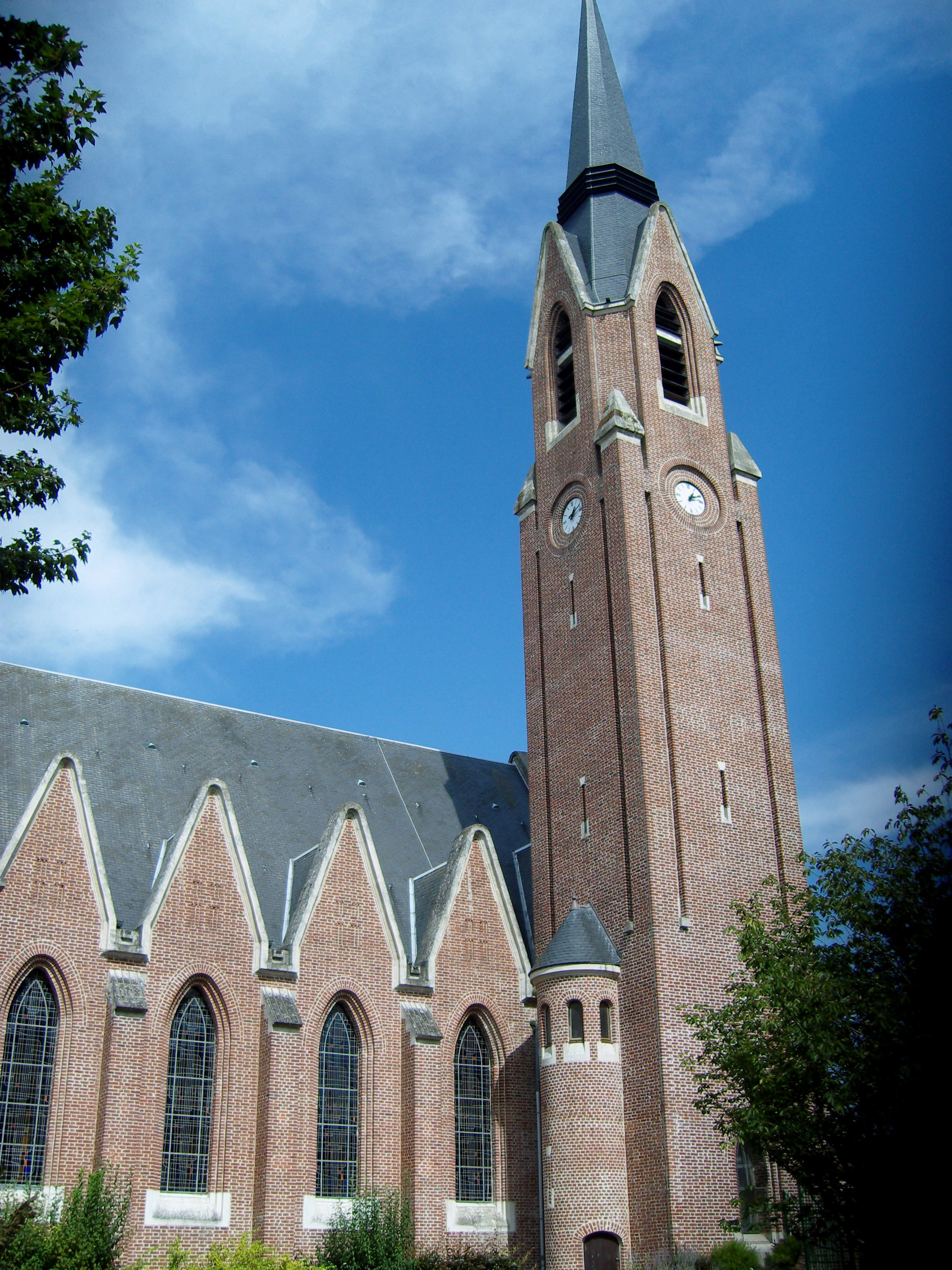
Kirche Saint-Pierre
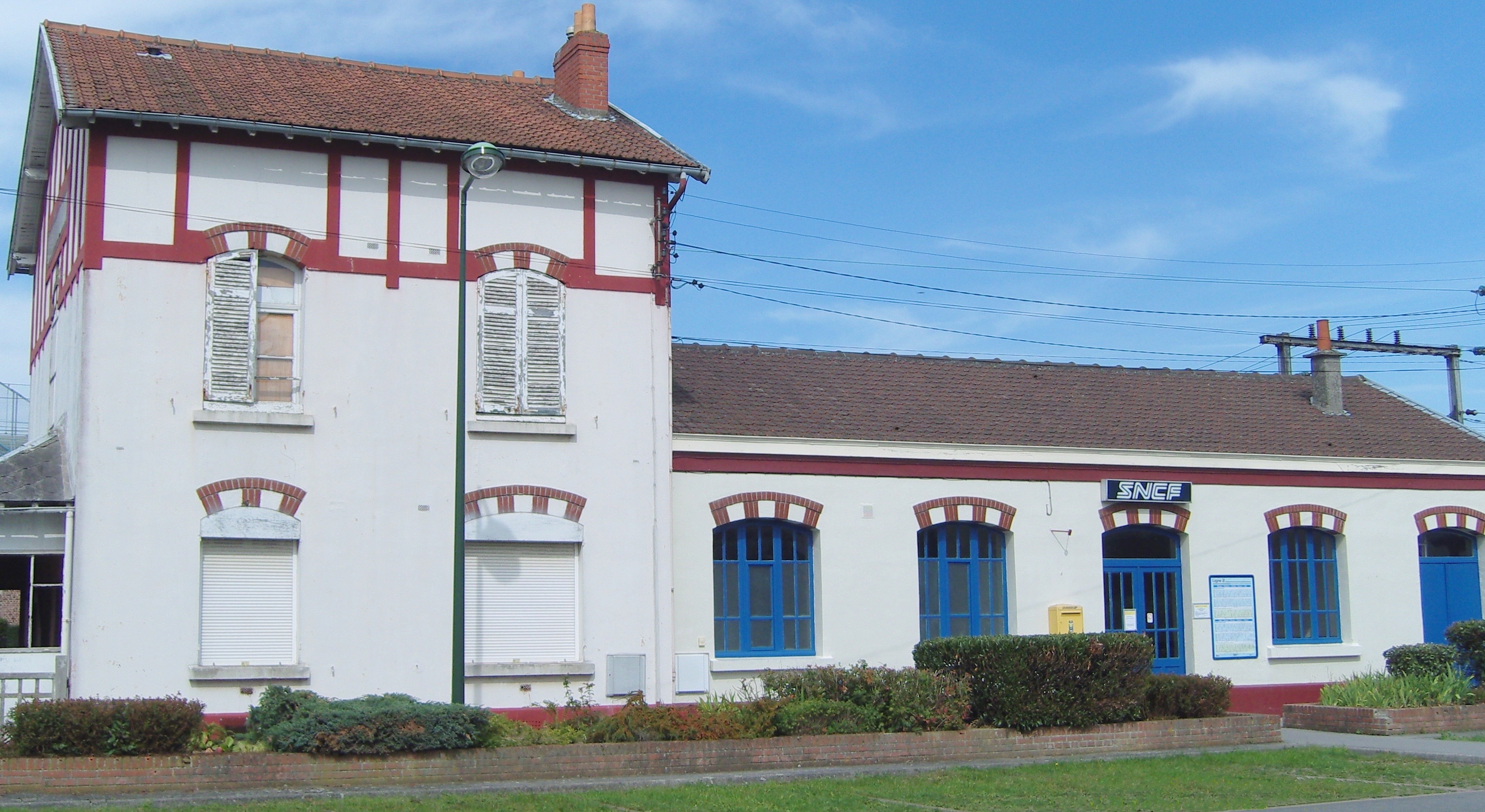
Bahnhof
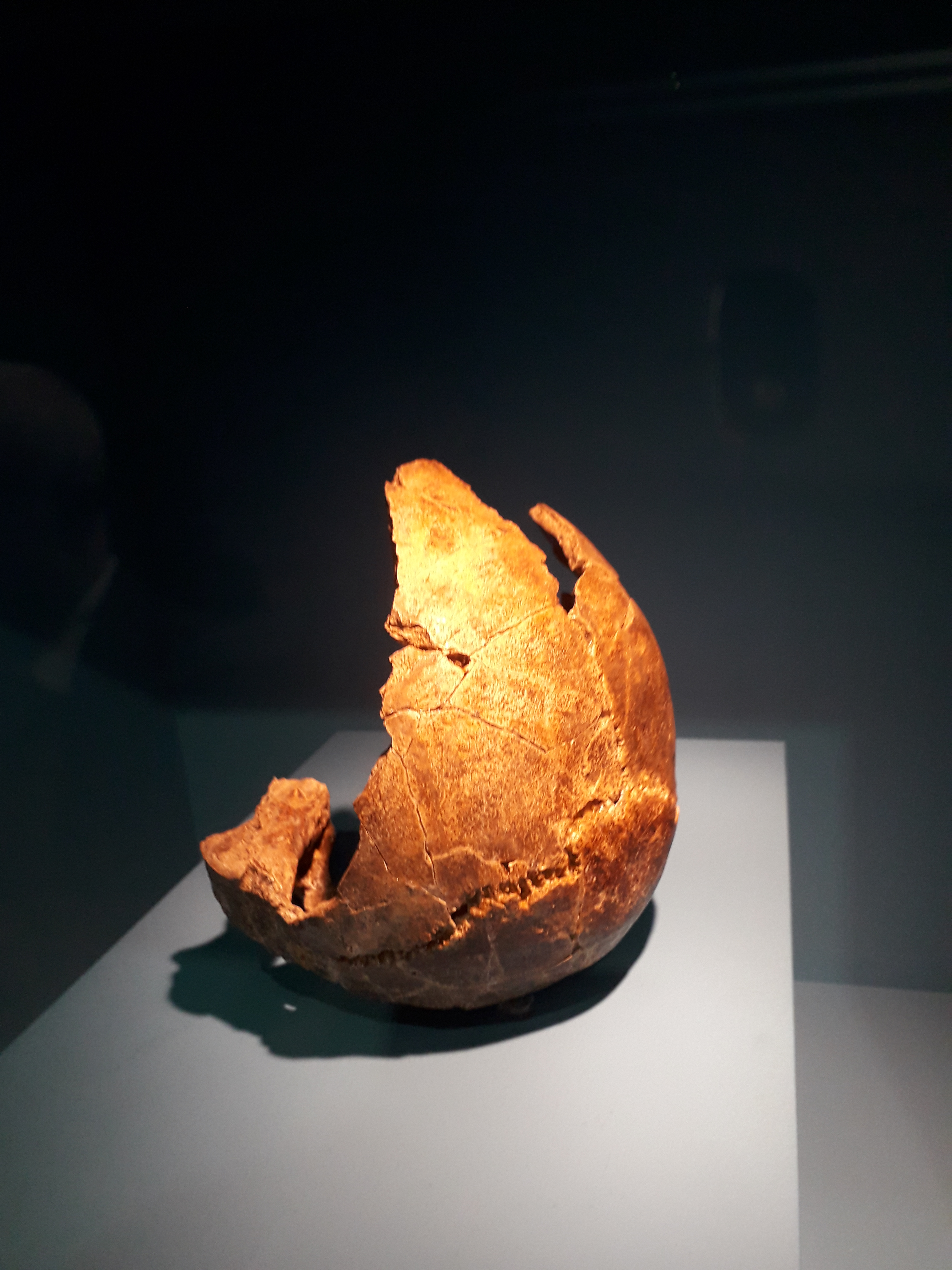
Neandertaler-Fossil Biache 1

## Persönlichkeiten
- Charles Delestraint (1879–1945), General und Widerstandskämpfer